# Ira Coleman

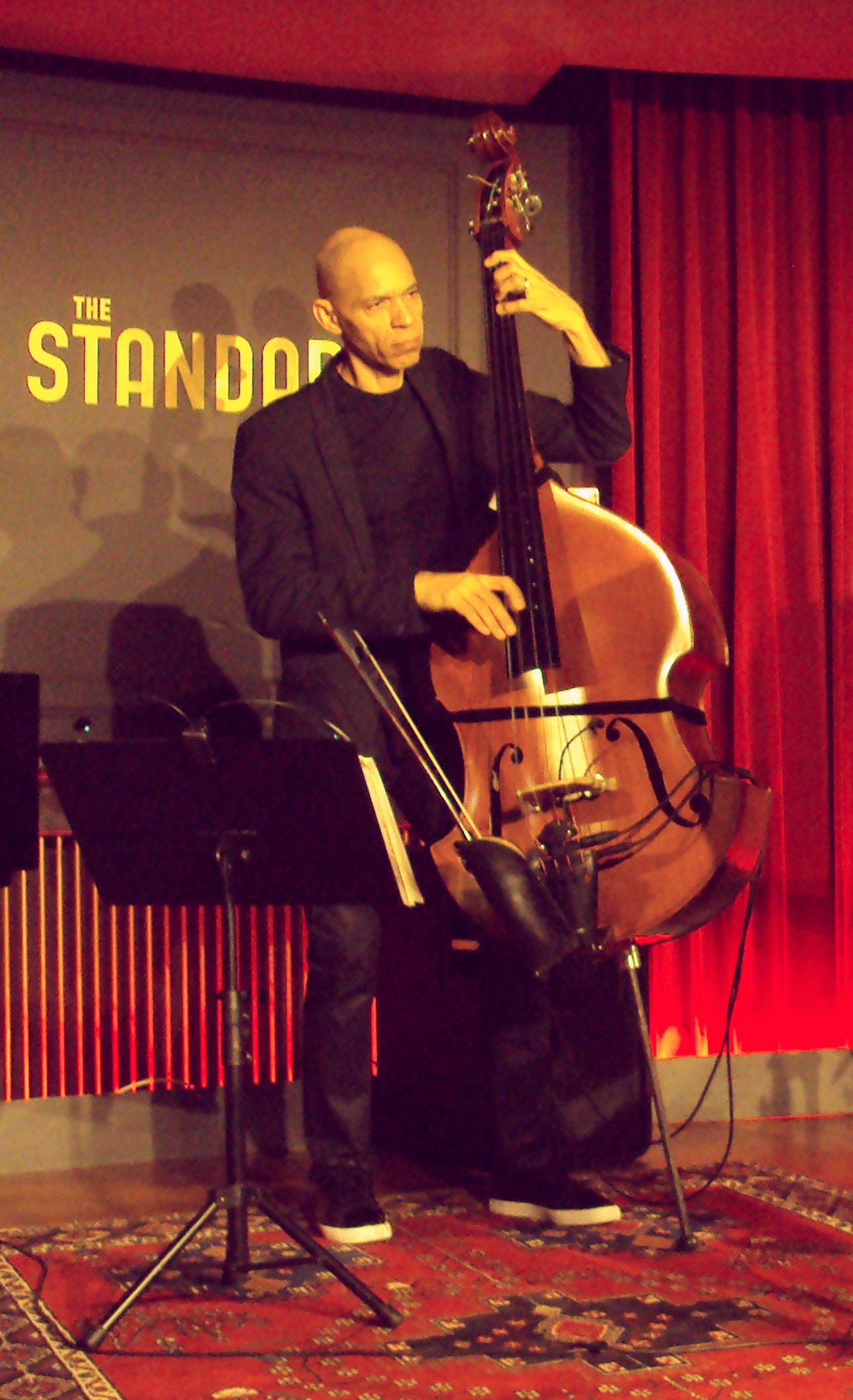
Ira Coleman (Kopenhagen, The Standard, Dezember 2014)

Ira Coleman (* 29. April 1956 in Stockholm) ist ein US-amerikanischer Jazzbassist.

## Biografie
Ira Coleman wurde als Sohn eines Afroamerikaners und einer Schwedin in Stockholm geboren. Seine Jugend verbrachte er in Frankreich und dann in Wolfsburg, wo seine Mutter Vivianna Torun Bülow-Hübe von 1968 bis 1978 lebte und wo Coleman 1975 sein Abitur machte. Er studierte zunächst an der Hochschule für Musik Köln, dann ermutigt vom Bassisten Jimmy Woode, Anfang der 1980er Jahre an der Berklee School of Music in Boston.

## Musikalischer Werdegang
Nach seinem Studien-Abschluss blieb er in den USA und spielte u. a. mit Betty Carter (auch auf Tournee in Deutschland, und auf ihrem Album Look What I Got von 1988), Freddie Hubbard, Mercer Ellington und Branford Marsalis. Längere Zusammenarbeiten mit Mulgrew Miller (im Trio) und Tony Williams (bei dem er sieben Jahre spielte) folgten, sowie als Sideman von Wayne Shorter, Herbie Hancock (unter anderem „Gershwin´s World“ 1998), John Esposito, Joe Henderson, Kenny Garrett, Bert Joris, Archie Shepp und Monty Alexander.
Coleman begleitete ab 2002 regelmäßig Dee Dee Bridgewater und fungierte als musikalischer Leiter ihrer Band. Außerdem spielte er Konzerte bzw. auf Plattenalben (mit Kompositionen von Ellington oder Gershwin) mit den Opernsängerinnen Barbara Hendricks (2005) und Jessye Norman. 2009 trat Coleman der Band von Sting bei, um beim Album If On A Winter's Night... mitzuwirken und mit der neuformierten Band auf Tournee gehen. Ab 2010 war er mit Sting und dem Royal Philharmonic Concert Orchestra unter der Leitung von Steven Mercurio auf Symphonicity-Welttournee, um Sting- und The-Police-Hits in neuer Form zu präsentieren. Begleitend erschien 2010 das Album Symphonicities.

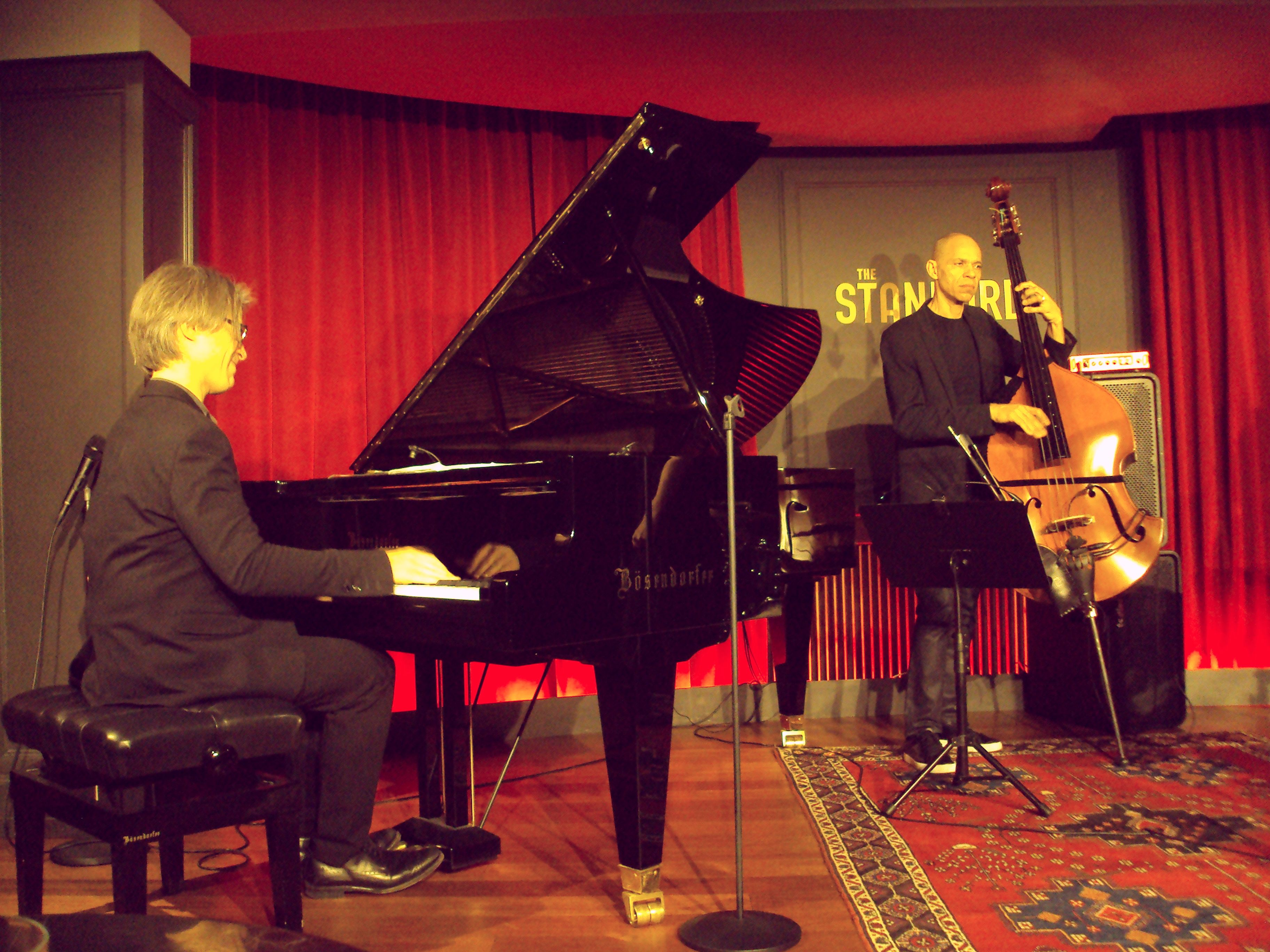
Niels Lan Doky (Piano) und Ira Coleman (Bass)

Ab 2012 tourte er mit der Band von Helge Schneider, der einst auch sein Mentor Jimmy Woode angehörte. 2013 erschien das neue Sting-Album The Last Ship, bei dem Ira Coleman mitwirkte und ist erneut mit Sting auf Welttournee. Ende 2014 spielte er mit Edda Magnason (Gesang, Piano) im Niels Lan Doky Trio. Zu hören ist er u. a. auch auf Samuel Blasers Album Routes (2023).

## Diskografie
- 1992 – Live at the Blue Note – Franco Ambrosetti
- 1994 – In from the Cold – Jonny King
- 1996 – Below the Bassline – Ernest Ranglin, mit Idris Muhammad, Gary Mayone, Monty Alexander
- 1997 – Rencontre – Georges Arvanitas
- 1998 – Gershwin's World – Herbie Hancock
- 1998 – Mirrors – Joe Chambers
- 2002 – This Is New – Dee Dee Bridgewater
- 2002 – Soul on Jazz – Philip Bailey
- 2002 –  Black Ivory Soul – Angélique Kidjo
- 2005 – J'ai Deux Amours – Dee Dee Bridgewater
- 2006 – El Momento – Betty Carter
- 2008 – Kangaba – Neerman und Kouyaté
- 2009 – If On A Winter's Night... – Sting
- 2010 – Symphonicities – Sting mit dem Royal Philharmonic Concert Orchestra
- 2013 – The Last Ship – Sting